# Georg Joseph Sidler
Georg Joseph Sidler (1831-1907) va ser un matemàtic i astrònom suís.

## Vida i Obra
Slider es va doctorar a la universitat de Zúric el 1854 amb una tesi d'astronomia inspirada per Victor Puiseux. Els anys següents va completar estudis a les universitats de Zuric i de Berlín. El 1854 va ser nomenat professor adjunt de la universitat de Berna i el 1880 va passar a ser professor titular. Es va retirar el 1898.
Els seus treballs més importants versen sobre funcions harmòniques esfèriques i sobre teoria de la pertorbació. El 1861 es va publicar a Berna el seu llibre més important: Die Theorie der Kugelfunktionen.